# Estación de Gijón-Cercanías
Estación de Gijón-Cercanías (más néven estación de El Humedal vagy estación de Langreo) egy bezárt FEVE és RENFE vasútállomás Spanyolországban, Gijón településen. Ez volt a Ferrocarril de Langreo vasúttársaság történelmi végállomása 1852 óta, valamint a Venta de Baños–Gijón-vasútvonal, a Ferrol–Gijón-vasútvonal és a Gijón-Laviana-vasútvonal közös állomása. Az állomást 2011-ben bezárták és 2014 ben elbontották.
Jelenleg az összes Renfe és Renfe Feve vonat az Estación Gijón Sanz Crespo állomást használják.

## Vasútvonalak
Az állomást az alábbi vasútvonalak érintették:
- Venta de Baños–Gijón-vasútvonal
- Ferrol–Gijón-vasútvonal
- Gijón-Laviana-vasútvonal